# Dictionnaires de données du RCIP
Les Dictionnaires de données du Réseau canadien d’information sur le patrimoine (RCIP) sont des normes de métadonnées pour les collections muséales canadiennes.

## Définition
Les Dictionnaires de données des sciences humaines et des sciences naturelles sont des normes de métadonnées propres aux collections muséales canadiennes. Ils ont été développés par l'organisme du ministère du Patrimoine canadien, soit le Réseau canadien d’informations sur le patrimoine (RCIP), afin d’assister les institutions dans la gestion, la documentation et la diffusion de leurs collections, notamment sur Artefacts Canada.
Utilisés comme outil de référence, les Dictionnaires de données du RCIP présentent et définissent un ensemble exhaustif de champs susceptibles de se retrouver dans une base de données de gestion des collections muséales. Ils guident ainsi les musées qui désirent normaliser leur documentation dans le choix des termes à utiliser, ainsi que dans leur application. Ces outils s'insèrent dans une série d'initiatives, notamment entreprises par des organismes gouvernementaux et des musées, qui visent à uniformiser les informations « dans un monde de plus en plus réseauté ».

## Contexte
L'apparition de nouvelles technologies de l'information et de la communication a bousculé les façons de faire au sein des institutions muséales, qui ont du repenser les stratégies mises en place en ce qui a trait à la documentation de leurs collections. Afin de répondre à ces nouvelles exigences, plusieurs ont travaillé à l'élaborer d'un vocabulaire commun qui permettrait de normaliser l’application, l’utilisation et la diffusion des données. Ainsi, des normes de gestion de l'information pour les collections muséales ont fait leur apparition.
Si les institutions muséales ont mis un certain temps avant d'introduire ces normes, surtout par rapport aux bibliothèques, ils en reconnaissent aujourd'hui de plus en plus l'importance. Par exemple, le Conseil international des musées a publié en 2012 la « Déclaration des principes de la documentation muséale », dans laquelle le point 1.2.3. sur les normes mentionne : « Le système de documentation et l'information qu'il contient doivent être conformes aux normes de documentation mises au point par les organisations internationales et nationales, tout en tenant compte des spécificités locales (Code 2.20) ».
Il y a trois principaux types de normes sur l'information muséale, qui sont les normes sur les métadonnées (qui comprennent les dictionnaires de données), les normes de vocabulaires (qui comprennent les thésaurus documentaire, les systèmes de classification et les listes d'autorité), ainsi que les normes de catalogage.

### Les normes de métadonnées
Due aux récentes avancées technologiques, l'utilisation des métadonnées est devenue pratique courante au sein des institutions culturelles. Dans son ouvrage « États des lieux sur les métadonnées relatives aux contenus culturels » (2017), l'Observatoire de la culture et des communications du Québec décrit les métadonnées ainsi : « Dans le domaine du patrimoine, des archives et de la muséologie, le terme de métadonnée est généralement compris au sens large, soit une donnée servant à décrire ou définir une autre donnée, telle que l’information servant à décrire les contenus patrimoniaux, les objets muséaux, les archives ou les œuvres. » Alors que les métadonnées sont fréquemment utilisées par les musées, les normes de métadonnées viennent en uniformiser l'application, en établissent et définissent tous les champs qui se retrouvent dans une base de données relationnelle. Ce type de normes est utilisé pour de nombreuses raisons. En indiquant aux institutions quelles informations de leurs collections ils doivent consigner, cela leur assure ainsi que les données essentielles seront enregistrées. De plus, l'uniformisation des bases de données permet l'échange d'informations entre les différentes bases de données et facilite leur migration vers de nouveaux systèmes. La normalisation des informations facilite le partage et augmente l'accès aux collections, notamment lorsque celles-ci sont diffusées sur des ressources collectives en ligne. De plus, les normes de métadonnées facilitent l'extraction de l'information et vont contribuer à assurer une meilleure sécurité des collections.

## Utilisation
Il y a plusieurs utilisations possibles des Dictionnaires de données du RCIP. L'une d'entre elles concerne les musées qui veulent rendre leurs collections accessibles en ligne sur les ressources collectives Artefacts Canada et la Galerie d’images de la passerelle du Musée virtuel du Canada (lorsqu'il y a des images). Les Dictionnaires de données vont notamment indiquer les zones qui sont suggérées ou obligatoires à la participation à Artefacts Canada.
De plus, ils peuvent être utilisés comme référence par les musées dans le cadre de l'élaboration ou de l'adaptation d'une base de données de gestion des collections. Bien que les Dictionnaires de données n'aient pas pour objectif de définir une structure de données, ils donnent toutefois des informations utiles pour l'élaboration de telles structures. Par ailleurs, des systèmes commerciaux de gestion des collections ont été élaborés à partir des informations contenues dans les Dictionnaires de données du RCIP.
Finalement, ils peuvent servir de référence pour la mise au point d'autres outils de documentation et de gestion des collections. Ils peuvent notamment aider dans le catalogage des informations.

## Composition

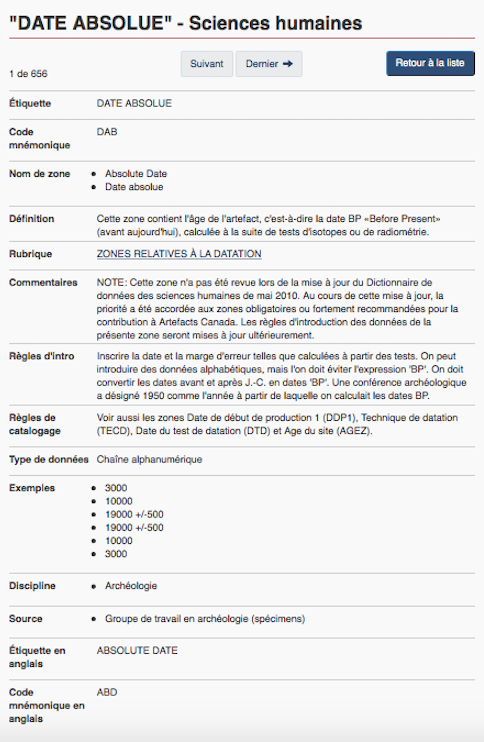
Notice complète de la zone » Nom de l'objet » du Dictionnaire de données des sciences humaines du Réseau canadien d'information sur le patrimoine (2017)

Le RCIP a produit deux Dictionnaires de données : le Dictionnaire de données des sciences humaines et le Dictionnaire de données des sciences naturelles. Ensemble, les Dictionnaires de données sont composés de 1198 zones, lesquelles sont définies par une série d'informations.
Les zones couvrent l'ensemble des champs d'informations à l'intérieur d'une base de données de gestion des collections muséales. On y retrouve autant des zones qui réfèrent à l’objet, telles que les zones « Contexte culturel » et « Description », que des zones qui concernent plus largement l’administration des collections, telles que les zones « Codes d’assurance » et « Date de l’achat ».
Ces zones sont par la suite regroupées selon différentes thématiques. Par exemple, dans le Dictionnaire de données des sciences humaines, la catégorie « Zones relatives au titre » regroupe les six zones suivantes : « Date de l’édition originale », « Numéro d’édition », « Titre », « Titre original », « Traduction du titre » et « Variante du titre ».
Chacune des zones est définie par les trois éléments suivants :
- Étiquette de zone
- Code mnémonique de zone
- Nom de zone

Elles comprennent également un ensemble d'informations, qui peuvent varier d'une zone à l'autre :
- Définition de zone
- Statut (ou État)
- Rubrique
- Commentaires
- Règles d'introduction
- Règles de catalogage
- Zones connexes
- Types de données
- Références
- Exemples
- Discipline
- Source
- Liste d'autorité
- Étiquette en anglais
- Code mnémonique en anglais

Si les Dictionnaires de données du RCIP sont essentiellement des normes de métadonnées, ils comprennent également d'autres types de normes. En effet, ils intègrent des normes de catalogage en définissant des règles d'introduction pour chacune des zones. De plus, certaines zones, comprennent des normes terminologiques et suggèrent des listes d'autorités.

### Le Dictionnaire de données des sciences humaines
Le Dictionnaire de données des sciences humaines du RCIP est propre aux collections d’histoire, d’ethnologie, de spécimens archéologiques, de beaux-arts et d’arts décoratifs. Il comprend un total de 654 zones, lesquelles sont subdivisées en 28 regroupements thématiques.
Le Dictionnaire de données des sciences humaines est accessible en trois versions :
- « La version complète du Dictionnaire de données des sciences humaines du RCIP »
- « Le Dictionnaire de données des sciences humaines d’Artefacts »
- « Zones requises ou recommandées pour contribution à Artefacts Canada »

La première version intègre de façon exhaustive l’ensemble des 654 zones. La deuxième comprend un sous-ensemble de 143 zones réservées à la diffusion publique de l’information à Artefacts Canada, alors que la troisième retranche au travers de cette deuxième version un sous-ensemble de 49 zones qui sont fortement suggérées ou obligatoires aux contributions à Artefacts Canada.

### Le Dictionnaire de données des sciences naturelles
Le Dictionnaire de données des sciences naturelles du RCIP est spécifique aux collections de botanique, de sciences de la terre, de paléontologie, de zoologie des invertébrés, d’ichtyologie, d’herpétologie, d’ornithologie et de mammalogie. Il comprend 544 zones, lesquelles sont subdivisées en 31 regroupements thématiques.
Le Dictionnaire de données des sciences naturelles est accessible en deux versions :
- « La version complète du Dictionnaire de données des sciences naturelles du RCIP »
- « Le Dictionnaire de données des sciences naturelles d’Artefacts Canada »

La première version comprend de façon exhaustive l’ensemble des 544 zones. La deuxième comprend un sous-ensemble de 182 zones réservées à la diffusion publique de l’information à Artefacts Canada.

## Historique
En 1972 est créé le Réseau canadien d’informations du patrimoine (RCIP), un organisme du ministère du Patrimoine canadien dont la mission est d’assister les institutions muséales canadiennes dans tout ce qui a trait à la gestion, la documentation et la diffusion des collections. Dès la création de l’organisme, plusieurs personnes, dont des spécialistes de la recherche et de l’informatique, ainsi que des membres du RCIP, commencent à travailler à l’élaboration des Dictionnaires de données.
En 1975, le travail sur les Dictionnaires de données se précise, alors que onze équipes de travail sont formées et attitrées à une discipline, tel que les beaux-arts et les arts décoratifs, l’histoire, l’ethnologie et la culture, l’archéologie, et bien d’autres. Ces équipes établissent une série d’informations essentielles pour chacune des disciplines.
En 1981, l’organisme élabore une base de données de formation d’après le système informatique PARIS (Pictorial and Artifact Retrieval and Information System). La base de données, qui comprend alors une trentaine de zones, est le prototype de ce qui deviendra plus tard la base de données de gestion des collections Artefacts Canada. La même année, des zones suggérées par le Musée royal de l'Ontario et le Musée canadien des civilisations sont ajoutées à celles déjà existantes. Une première version du Dictionnaire de données du RCIP est ainsi esquissée.
En 1982, l’ancien système ISIS-DEAP est remplacé par le système BASIS. Parallèlement, d’autres zones s’ajoutent au Dictionnaire de données.
En 1996, les Dictionnaires de données sont modifiés afin de servir de normes pour la diffusion d’informations sur la base de données collective Artefacts Canada. Un autre travail de modification et de révision des zones est effectué en 2001.
En 2009, le RCIP, le Geographical Locations Standards Working Group et le groupe de travail sur les normes des collections archéologiques demandent l’ajout de nouvelles zones.
En 2010, les Dictionnaires de données du RCIP sont actualisés afin de répondre aux règles d’introduction présentées par l’outil de catalogage CCO (Cataloging Cultural Objects), publié en 2007. Depuis, le RCIP met à la disposition des usagers trois documents qui permettent de faciliter la transition vers ces nouvelles règles.

## Publications
- Comité International pour la Documentation du Conseil International des Musées (ICOM-CIDOC), Déclaration des principes de la documentation muséale, Comité International pour la Documentation du Conseil International des Musées (ICOM-CIDOC), 2012, 5 p.
- Heather Dunn, « Dans les règles de l'art : nouvelles normes de documentation pour les musées canadiens », Documentation et bibliothèques, Association pour l'avancement des sciences et des techniques de la documentation (ASTED), vol.  58, no 3, juillet-septembre 2012, p.  118-129.
- Observatoire de la culture et des communications du Québec, État des lieux sur les métadonnées relatives aux contenus culturels, Québec, Institut de la statistique du Québec, Observatoire de la culture et des communications du Québec, 2017, 118 p.
- Odile Rousseau, Les enjeux de la documentation des collections muséales à l'heure du Web : Étude de cas au Musée des arts et métiers et au Musée national d'art moderne - Centre de création industriel, Centre Pompidou (Mémoire pour le Conservatoire national des arts et métiers, École Management et Société-Département CITS), Paris, 14 novembre 2013, 165 p.

### Organismes nationaux et internationaux
- Conseil International des Musées (ICOM)
- Conseil International pour la Documentation (CIDOC)

### Organismes gouvernementaux
- Réseau canadien d'information sur le patrimoine (RCIP)
- Observatoire de la culture et des communications du Québec

### Bases de données
- Artefacts Canada du RCIP
- Musée virtuel du Canada